# Chema Lara
Chema Lara (Osuna, provincia de Sevilla, 20 de mayo de 1970) es un músico y periodista  español

## Biografía
Chema Lara nació el 20 de mayo de 1970 en Osuna (Sevilla) Hijo de Margarita y José, ambos profesionales de la enseñanza y que por aquellos años tenían su plaza docente en Andalucía.
La familia cambia su residencia a Collado Villalba (Madrid). Chema cuenta con siete años.
Pasa su infancia, adolescencia y juventud a caballo entre Collado Villalba y Pedraza (Segovia) pueblo natal de su madre.
Estudió periodismo en la Universidad Complutense de Madrid y ejerció como fotógrafo y en programas radiofónicos.
Hoy sigue sin perder su contacto con la sierra, vive en San Lorenzo de El Escorial.

## Trayectoria musical
Formó parte de diversas bandas: “Plaza Mayor 12” junto a Ignacio Hernández o la formación serrana de nombre “Perversa” donde hizo dúo con Oscar Rivilla, llevando de manera mancomunada la dirección, creatividad y producción, editando varios trabajos y siendo compositor de un gran número de las canciones. Permaneció en este grupo hasta el año 2000.
A finales de 2004 crea su propia formación y lleva a cabo un proyecto personal de nombre “Chema Lara”. Llama para ello a Dani Solís (bajo), Miquel Ferrer (batería), Amable Rodríguez (Guitarra eléctrica) y Martín Caló (teclados). Estos músicos le acompañarán en los conciertos en directo así como en la grabación del que será su primer trabajo en solitario que lleva por título “Queda tiempo de sobra” y que ve la luz el 19 de abril de 2005. El Cd se graba, mezcla y masteriza en Rimshot, Pozuelo de Alarcón (Madrid) por Carlos Lillo.

El disco se presentó en el Teatro de la Casa de la Cultura de Collado Villalba el 25 de marzo de 2006 y el 12 de septiembre del mismo año en el Teatro Lara de Madrid.
Dentro de los conciertos de presentación del disco, el más multitudinario fue el realizado en La Cubierta de Leganés el 18 de noviembre de 2007 dentro del macroconcierto “Vive para cumplirlo” organizado por la Fundación Mapfre, después de una pequeña gira por Madrid, San Lorenzo de El Escorial y Palma de Mallorca.
A finales de 2010 puso la iniciativa para el ciclo musical Y toco porque me toca en la que han participado y participan artistas relevantes y artistas desconocidos.
En 2011 grabó un tema con el grupo de Garrett Wall, Track Dogs, que
pudiera ser la punta de lanza de su nuevo trabajo.
Y así fue, aquella canción de nombre "Find My Second Home" ha sido incluida en su nuevo trabajo. 
El 1 de junio de 2018 lanza el sencillo "1000 instantes de ti" (producido por él mismo y por el artista parisino Fen Tensi) y continúa en la búsqueda de su sonido personal, heterogéneo, con diversidad de estilos y ambientes aportando su voz personal y su cuidado y dedicación en la composición de música y letra así como en los arreglos.
El disco, que lleva el mismo nombre que el sencillo, se grabó y mezcló entre febrero de 2017 y abril de 2018 en Kind Of Studios, por Fen Tensi, y fue masterizado por Mario G. Alberni en Kadifornia Mastering el 19 de mayo de 2018.
Este trabajo cuenta con grandes colaboraciones como las de Leo Minax o los ya nombrados Track Dogs, además de otros grandes músicos que han aportado sensibilidad y experiencia: Garrett Wall, Fen Tensi, Amable Rodríguez, Jorge Arribas, Miquel Ferrer, David Alonso, Susana Gamboa, Jonathan Colombo, Manu Míguez, Martín Caló, Robbie Jones, Adri Vidi, Howard Brown y el propio Chema Lara.
Desde el 1 de junio de 2018 se puede escuchar el sencillo en todas las plataformas digitales y desde el día 3 de junio realizar la precompra del álbum en iTunes con dos canciones más de gratificación. El formato CD con las 11 canciones estará disponible el 15 de junio.
La primera presentación del álbum con banda será el 6 de octubre de 2018 en la Casa de Cultura de Collado Villalba, Madrid. El 26 de noviembre gran presentación en Madrid, en la Sala Galileo. El 30 de junio en Croché Cafetín, San Lorenzo de El Escorial y el 1 de agosto en Pedraza, Segovia, tuvimos un primer aperitivo en formato acústico.

## Premios
John Lennon Songwriting Contest
2007 Honorable Mentions – Session I
"Destruyendo Esperanzas"
International Songwriting Competition 2007 Semi-finalist
"Si te vas"
John Lennon Songwriting Contest
2008 Finalist – Session I
"Despertar de nubes"
International Songwriting Competition 2008 Semi-finalist
"Va amaneciendo ya"
Honorable Mention en el 16 Billboard World Song Contest
"Si te vas"

## Discografía
- 2018 "1000 instantes de ti" Como Chema Lara

- 2006 "Queda tiempo de sobra"[11] Como Chema Lara

- 2000 "El tonto que te mira"[12] Con Perversa

- 1996 "Ironías de la vida" Con Perversa

- 1992 "Perversa"[13] Con Perversa